# Болованешти (Алба)
Болованешти (рум. Bolovănești) насеље је у Румунији у округу Алба у општини Черу-Бакаинци. Oпштина се налази на надморској висини од 473 m.

## Становништво
Према подацима из 2002. године у насељу је живело 25 становника, од којих су сви румунске националности.